# Nini Stadlmann
Nini Stadlmann  (* 18. Dezember 1976 in Wien) ist eine österreichische Sängerin und Schauspielerin.

## Wirken

### Leben
Nini Stadlmann wurde als Tochter eines Steuerberaters und der Komponistin für Orgelmusik Elfriede Stadlmann in Wien geboren. Sehr früh lernte sie Querflöte, Geige und Klavier. 1995 studierte sie Tanz, Gesang und Schauspiel am London Studio Centre sowie von 1996 bis 1999 am Performing Center Austria. 1999 nahm sie am Broadway Theatre Project ´99 unter der Leitung von Ann Reinking teil, wo sie unter anderem mit Gwen Verdon, Gregory Hines und Roy Scheider arbeitete.
Ihr Bühnendebüt feierte sie am Berliner Theater des Westens in der Produktion „Chicago“ unter der Leitung von Melissa King. Seitdem spielt sie immer wieder tragende Rollen in führenden Theatern des deutschsprachigen Raumes, z. B. am Nationaltheater Mannheim, Staatstheater Hannover, Theater Basel, Theater St. Gallen, an der Volksoper Wien und der Komischen Oper Berlin.
Ihre Engagements umfassen weibliche Hauptrollen wie „Polly Baker“ in „Crazy for you“, „Sally Bowles“ in „Cabaret“ oder „Bianca“ in „Kiss me Kate“. 2018 war sie als „Marylou“ in der Deutschen Erstaufführung von „Märchen im Grandhotel“ in der Inszenierung von Leonard Koppelmann und Peter Jordan am Staatstheater Mainz zu sehen.
2009 gründete sie die „Stammzellformation - Die kleinste Musicalcompany der Welt“ und entwickelte mit dem Autor und Komponisten Tom van Hasselt sowie dem Designer Hendrik Weber die Uraufführungen „Mamma Macchiato“, „Drei - ein Musical für Zwei“, „Die drei von der Stammzelle“ und „Der Tod und die Mädchen“.
Zwischen 2010 und 2013 diente das Maschinenhaus der Kulturbrauerei Berlin als feste Spielstätte für die Aufführungen der Stammzellformation. Großen Erfolg feierte 2015 die Uraufführung „Alma und das Genie“ im Foyer des Theaters des Westens. Das Musical gewann den Deutschen Musical Theater Preis 2015 in der Kategorie „Besten Liedtexte“. Nini Stadlmann wurde als „Beste Darstellerin einer Hauptrolle“ nominiert.
Nach ersten Choreografieassistenzen für Melissa King („8 Frauen“ im Renaissancetheater Berlin, „Drei von der Tankstelle“ im Schlossparktheater Berlin) und Kim Duddy („Im Weißen Rössl“ Landestheater Salzburg) übernahm Nini Stadlmann Choreographien in Operetten und Musicals beispielsweise an der Neuköllner Oper und der Volksoper Wien.
In der musikalischen Komödie „Höchste Zeit!“ von Tilmann von Blomberg, Katja Wolff und Carsten Gerlitz entwickelte sie die Rolle „Die Junge“. Die Inszenierung lief über 4 Jahre im gesamten deutschsprachigen Raum, wodurch sich Nini Stadlmann vor allem im komödiantischen Fach etablierte. Die Uraufführung der Fortsetzung „Himmlische Zeiten. Altwerden ist nix für Feiglinge“ sollte am 13. März 2020 in der Stuttgarter Komödie im Marquardt stattfinden. Durch den Ausbruch der Corona-Pandemie musste nach der Generalprobe der Spielbetrieb vorerst eingestellt werden.

### Bühnenrollen (Auswahl)
- 1999: Chicago als Swing am Theater des Westens (Regie: Bob Walthers)
- 2000: Falco meets Amadeus am Theater des Westens (Regie: Elmar Ottenthal)
- 2001: Blue Jeans als Lisa Neumann Deutschlandtournee (Regie: .Ulf Dietrich)
- 2002: Cats als Swing am Musicaltheater am Potsdamer Platz (Regie: Gilian Lynne)
- 2003–2005: Crazy for you als Polly Baker am Landestheater Linz und Nationaltheater Mannheim (Regie: Matthias Davids)
- 2005: Pinkelstadt als Freya von Mehrwert am Schlossparktheater Berlin (Regie: Andreas Gergen)
- 2005: Fame als Grace im Musiktheater im Revier Gelsenkirchen (Regie: Ricarda Ludigkeit)
- 2005: Die drei von der Tankstelle als Lilian Cossmann (alternierend) am Schlossparktheater (Regie: Andreas Gergen)
- 2005: Wie einst im Mai als Juliette am Schlossparktheater (Regie: Andreas Gergen)
- 2006: Cabaret als Sally Bowles am Theater Brandenburg (Regie: Manuel Schöbel)
- 2006: Held Müller als Jule an der Neuköllner Oper Berlin (Regie: Bernd Mottl)
- 2006: On the Town als Ivy Smith am Theater Basel (Regie: Jürg Burth)
- 2006: After hours als Marcy im Berghain Berlin (Regie: Heidi Mottl)
- 2007: Im Weißen Rössl als Josepha Vogelhuber Burgfestspiele Dreieichenhain (Regie: Andi Lachnit)
- 2008: Das Appartement als Silvia Gilhouly am Theater am Kurfürstendamm (Regie: Helmut Baumann)
- 2009: Kiss me Kate als Bianca/Ensemble an der Komischen Oper (Regie: Barrie Kosky)
- 2010: Warum soll eine Frau kein Verhältnis haben als Hannah Kieswetter im Kleinen Theater am Südwestkorso (Regie: James Lyons)
- 2010: Stadt der Hunde als Dilara an der Neuköllner Oper Berlin (Regie: Mario Portmann)
- 2011: Peppermint Club als Moderatorin im Wintergarten Varieté Berlin (Regie: Michael Kliech)
- 2012: Chicago als Hunjak am Theater St. Gallen (Regie: Melissa King)
- 2012: Aufstand der Glückskekse als AI an der Neuköllner Oper Berlin (Regie: Gustav Rueb)
- 2013: Showboat als Ellie bei den Bad Hersfeld Festspielen (Regie: Melissa King)
- 2014–2018: „Höchste Zeit!“ (Uraufführung) als Die Junge am Theater am Kurfürstendamm und Deutschlandtournee(Regie: Katja Wolff)
- 2014: Gypsy als Louise im Red Rose Club Berlin (Regie: Marin G. Berger)
- 2015: High Potentials als Carolin Peters an der Neuköllner Oper Berlin (Regie: Matthias Messmer)
- 2015–2018: Alma und das Genie als Alma im Theater des Westens/Foyer (Eigenregie)[5]
- 2016: Doris Day als Alle Frauenrollen am Schlossparktheater Berlin (Regie: Holger Hauer)
- 2017: Cats als Cassandra bei den Thuner Seefestspielen (Regie: Kim Duddy)
- 2018: Märchen im Grandhotel als Mary Lou am Staatstheater Mainz (Regie: Leonard Koppelmann, Peter Jordan)[6]
- 2018: Gayle Tufts – Very Christmas als Gast am Schillertheater Berlin[7]